# NGC 1177
NGC 1177 est une galaxie lenticulaire située dans la constellation de Persée.  Elle a été découverte par l'astronome britannique Lawrence Parsons en 1874. Cette galaxie a aussi été observée par l'astronome américain Lewis Swift le 1er novembre 1888 et elle a été ajoutée à l'Index Catalogue sous la désignation IC 281.

## Caractéristiques
Sa vitesse par rapport au fond diffus cosmologique est de 5 410 ± 95 km/s, ce qui correspond à une distance de Hubble de 79,8 ± 5,8 Mpc (∼260 millions d'al).

## Paire de galaxies en interaction
NGC 1177 est à peu près à la même distance de nous que NGC 1175 et elle en est rapprochée. Ces deux galaxies forment une paire en interaction gravitationnelle.